# Marijke van Hemeldonck
Maria (Marijke) Van Hemeldonck est une femme politique et féministe belge.

## Biographie
Maria (Marijke) Van Hemeldonck est née le 23 décembre 1931 à Hove. Elle est l'aînée de ses quatre frères et sœurs. Sa mère est Stella Van Antwerpen et son père, Lucien Van Hemeldonck, tous les deux très attachés à l'auto-discipline, l'art et la culture. Marijke Van Hemeldonck est très reconnaissante envers son père de lui avoir fourni un savoir intellectuel, transmis sa passion de l'histoire et de lui avoir appris à réfléchir. Elle est également admirative de sa grand-mère, une femme forte et indépendante.
Marijke Van Hemeldonck effectue une partie de sa scolarité à l’Athénée royal pour filles de Bruxelles II à Laeken. Elle affirme que cela a été « la chance de ma vie, c’était un milieu de libres-penseurs et les femmes qui y enseignaient - le corps professoral était majoritairement féminin - provenaient toutes de la Résistance ou revenaient d’Angleterre ou quelque chose de similaire. C’étaient des femmes d’exception ».
Elle étudie ensuite les langues germaniques à l'Université Libre de Bruxelles ainsi que le journalisme, qu'elle suit en cours du soir. Elle sort diplômée en 1953 puis après avoir enchaîné les petits boulots, elle commence à enseigner au Collège Marie-Josée à Anvers.

## Militantisme

### De gauche
Dès le début des années 1950, Marijke Van Hemeldonck s'engage dans des mouvements de gauche. Elle rejoint d'abord l’Action commune socialiste (composée du Parti socialiste belge (PSB), la Fédération Générale du Travail en Belgique (FGTB), la mutualité socialiste et la coopérative). Elle se découvre une passion pour la politique et s'investit alors de plus en plus dans le parti et le syndicat. Elle participe également à la rédaction de la revue Links, journal marxiste qui cherche à promouvoir le socialisme en Flandres. Marijke Van Hemeldonck y écrira de 1958 à 1987.

### Féminisme
Déjà inspirée par sa grand-mère et les enseignantes de l'Athénée, elle rejoint dès les années 1950 des Femmes prévoyantes socialistes mais c'est surtout en travaillant dans le cabinet de l'avocate Marie-Thérèse Cuvelliez que Marijke Van Hemeldonck découvre un féminisme plus militant. En 1955, elle rejoint le Groupement de la porte ouverte. C'est également à cette époque qu'elle rencontre Isabelle Blume qui sera pour elle une forte influence et un grand soutien.
Marijke Van Hemeldonck écrit son premier article ouvertement féministe dans Links en 1965. Elle s'insurge devant une émission de la RTBF reproduisant des stéréotypes sexistes sur le vote des femmes.
Dans un contexte économique et social tendu pour les ouvriers et les ouvrières, Marijke Van Hemeldonck s'intéresse de plus en plus à la question des conditions de vie, de rémunérations et de travail des ouvrières. Elle participera au Comité d’action À travail égal, salaire égal dès sa création en 1966. Ce Comité se veut pluraliste et soutient les femmes grévistes dans les usines. Elle souhaite une réorganisation de l'action syndicale au sein même de la FGTB afin d'encourager et d'améliorer la participation et la place des femmes dans le syndicat.
Elle milite également pour le droit à l'accès à une contraception fiable. En 1965, dans Links, elle affirme que le droit à l'avortement est un droit à l'autodétermination des femmes, un droit qu'elles ont sur leur corps.

## Carrière politique
Marijke Van Hemeldonck est pour la première fois candidate aux élections législatives belges de 1968 sur la liste des Rode Leeuwen.
Dans les années 1970, elle professionnalise son militantisme en entrant dans des cabinets ministériels. Elle participera notamment à la création de la Commission du travail des femmes (CTF) avec Éliane Vogel-Polsky. Cette Commission prend la forme d'une administration pour le ministère de l'Emploi et du Travail.
En octobre 1977, Marijke Van Hemeldonck succède à Mieke Coene à la présidence de la Commission consultative du statut de la femme (Ministère des Affaires étrangères) chargée de vérifier l'application en Belgique des textes internationaux sur les droits des femmes.
Aux élections européennes de 1979, elle est première suppléante sur la liste du SP et oriente sa campagne sur le thème des femmes. Elle sera députée européenne en 1982 et y siègera jusqu'en 1994.